# 彰化縣員林信用合作社

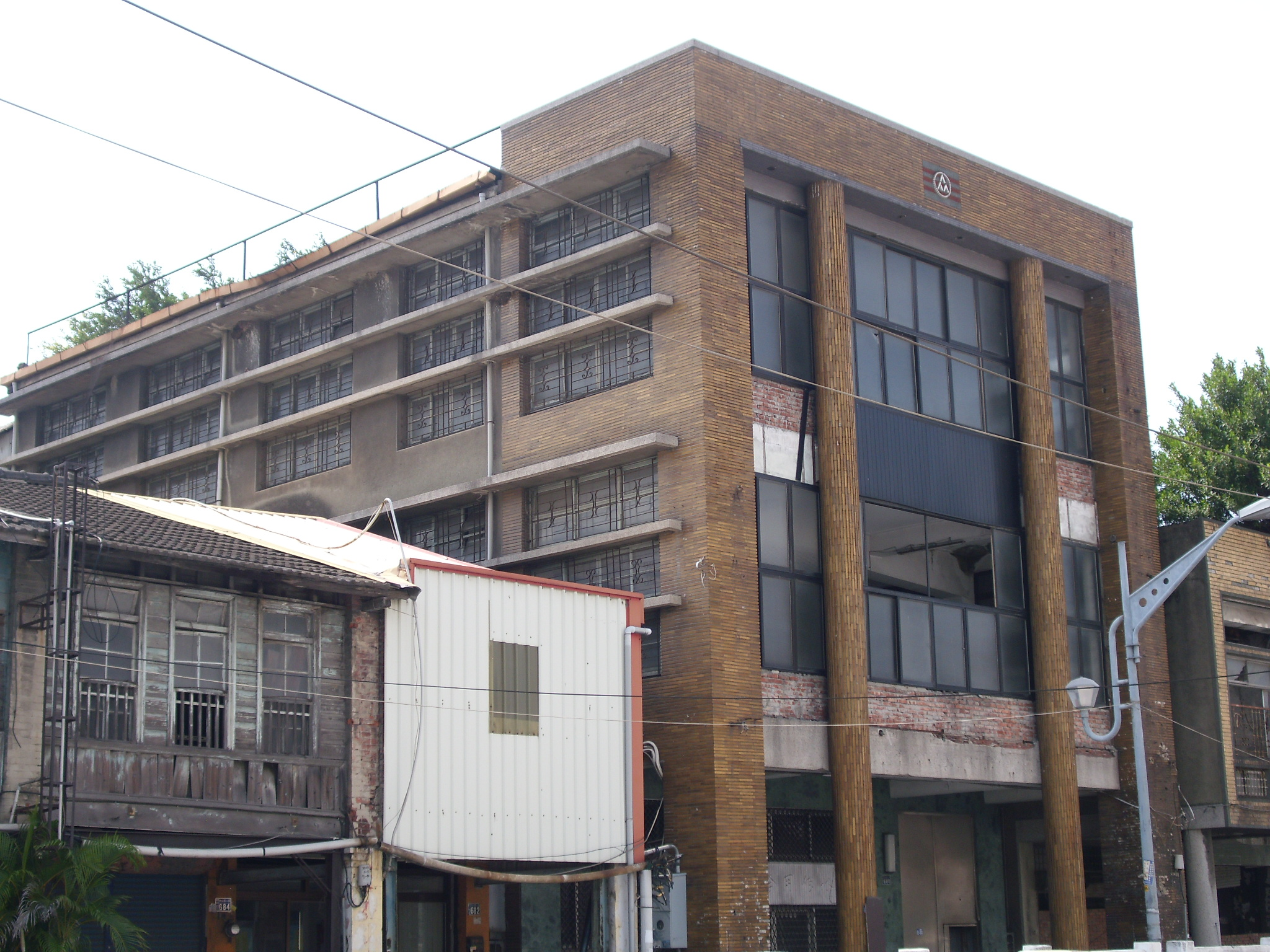
位於員林中山路一段680號的三層樓總社(2012年)

彰化縣員林信用合作社，過去位在臺灣彰化縣員林市的信用合作社，後因經營不善，於2001年9月15日由陽信商業銀行概括承受後結束營業。
最早前身為於1914年（大正3年）由張清華等290人共同起的「員林果物販賣信用組合」，1937年（日治時期昭和12年）由李俊黨、張亨周、許蘊山等人倡議籌設合作社，在同年4月1日核准設立「員林購買利用建築組合」，歷經多次更名後為「彰化縣員林信用合作社」。在結束營業前，除總社外，有華成分社、中正分社、南門分社、莒光分社等四個分社。
1997年6月，《商業周刊》第501期披露，彰化縣員林信用合作社1996年底逾放比率高達24.35%，僅次於高雄市第五信用合作社與新竹市第六信用合作社，超過中華民國財政部要求的安全門檻。